# Mylohyus
Mylohyus es un género extinto de " pecarí" de la familia Tayassuidae que vivió en América del Norte y Central desde el Plioceno al Holoceno. Su extinción es reciente, hace unos 9.000 años aproximadamente. Probablemente estuvo relacionado con los primeros humanos.
Se conocen seis especies, la más famosa es Mylohyus nasutus, también conocido como pecarí de nariz larga. El género era un poco más grande que cualquier pecarí moderno, con una masa estimada de  68 kg (149,9 lb).